# 1,1,1,2,3,3,3-七氯丙烷
1,1,1,2,3,3,3-七氯丙烷是一种有机氯化合物，化学式为C3HCl7，它可由六氯丙酮和锌粉在乙酸中还原，再在氯化氢气体中脱水制得。它在氯化铝存在下于180 °C分解，生成六氯丙烯，后者进一步在反应条件下分解为小分子氯代烃。